# Disney Channel (Portugal)
Disney Channel es un canal de televisión por suscripción portugués  gestionado en España, propiedad y operado por The Walt Disney Company Iberia (España y Portugal). Fue lanzado el 28 de noviembre de 2001 como un canal premium,  y luego se agregó a los paquetes básicos de todas las plataformas. También transmite a través de Angola y Mozambique vía paquetes ZAP.
Fue localizado a partir del canal original estadounidense del mismo nombre, así como del canal en español. 

## Historia
El 19 de octubre de 2001, el vicepresidente de The Walt Disney Company, Roy Disney, firmó un acuerdo con TV Cabo.  Disney Channel en Portugal se lanzó el 28 de noviembre de 2001, convirtiéndose en la sexta versión europea, como un canal premium exclusivo del operador de televisión portugués TV Cabo (más tarde conocido como ZON y ahora conocido como NOS ), y estaba disponible a un precio de lanzamiento de  5.60€ al mes, aunque el canal también estaría disponible por otros operadores en los años siguientes, con variaciones en cuanto a su precio. La noche de apertura del canal estuvo marcada por Toy Story a las 20h, en conjunto con su lanzamiento, se realizó un evento especial ese mismo día a las 18h30 en el Pavilhão de Portugal con la participación de Luís de Matos,  y la participación promocional de Mickey y Goofy así como Buzz Lightyear de Toy Story . 
Art Attack lanzó su versión en portugués para la temporada de otoño de 2002. 
En agosto de 2003 se lanzó un sitio web localizado.  Su programación de otoño de 2003 comenzó el 15 de septiembre, con el objetivo de incrementar el contenido dirigido a los espectadores locales, con una versión localizada de Playhouse Disney, así como nuevas películas y series. El canal contaba en ese momento con 230.000 suscriptores y ahora estaba abierto a suscripciones aisladas. <  Uno de los presentadores del slot localizado de Playhouse Disney fue el actor Manuel Sá Pessoa.  Cuando Simón Amselem dejó su puesto en la filial ibérica para centrarse en el mercado francés en enero de 2005, José Vila asumió la dirección general del canal.  En noviembre de 2003, el canal llegó al paquete portugués de DStv en Angola y Mozambique . 
Disney Channel Portugal comparte muchas características con otras versiones internacionales del canal, como la transmisión de series animadas y de acción en vivo propiedad de Disney. Como los otros canales, se convirtió en el hogar principal de los estrenos televisivos portugueses de las funciones teatrales de Disney.
A diferencia de otras versiones del canal en toda Europa, Disney Channel en Portugal nunca tuvo ninguna producción original producida y realizada en el país. La única excepción fue la versión portuguesa de Art Attack, que fue conducida por Pedro Penim, y posteriormente conducida por Salvador Nery en su resurgimiento.
Un canal de televisión secundario de Disney finalmente se lanzaría en Portugal, como Disney Cinemagic el 1 de octubre de 2008.
Al igual que Disney Channel, Disney Cinemagic fue inicialmente un canal exclusivo de ZON, pero eventualmente se agregó a otros operadores. Incluso, también en esta época cuando Disney Channel empezó a desprenderse de su estatus premium y se convirtió en su mayor parte en un canal de cable básico, con la mayoría de sus características premium, como los estrenos televisivos portugueses de las películas de Disney, trasladándose a Disney Cinemagic. Sin embargo, Disney Cinemagic no logró atraer suficiente audiencia, lo que provocó que el canal se suspendiera a fines de octubre de 2012 y, en su lugar, se reemplazara con una versión portuguesa de Disney Junior como canal,   que hasta ese momento era solo un bloque matutino en Disney Channel desde que reemplazó a Playhouse Disney el 1 de junio de 2011.
Mientras tanto, los derechos de estreno televisivo portugueses de las posteriores películas de Disney, incluidas las producciones de Marvel Studios y Lucasfilm , se transfirieron al propio conjunto de canales premium de ZON , TVCine , anteriormente conocido como Canais Lusomundo . Este acuerdo se mantendría hasta 2020 debido al lanzamiento de Disney+ en Portugal en septiembre del mismo año, siendo la última película en estrenarse la nueva versión de 2019 de Aladdin el 25 de diciembre de 2019, y los posteriores estrenos de Disney, desde Toy Story 4 , se estrenarían directamente en Disney+, aunque los estrenos de 20th Century Studios seguirían estrenándose en los canales de TVCine hasta 2021. A pesar de esto, una cantidad selecta de películas de Touchstone Pictures y 20th Century Fox/20th Century Studios se emiten ocasionalmente en los canales de TVCine , aunque con una capacidad mucho más limitada.
Disney XD también fue otro canal ausente en Portugal, aunque esto se debió principalmente a que Fox Kids/Jetix tampoco se lanzó en Portugal. En cambio, ciertos canales emergentes de Disney aparecían ocasionalmente en exclusiva en el operador MEO durante ciertos meses, generalmente centrados en contenido ausente en Disney Channel en ese momento. Estos se convertirían en exclusivos de NOS a partir de 2021. Debido a la ausencia de Disney XD, algunas series originales de Disney XD, como Lab Rats , Wander Over Yonder y Star vs. the Forces of Evil, se emitieron exclusivamente en Disney Channel, aunque esto provocó que series como Penn Zero: Part-Time Hero nunca se estrenaran en Portugal.
A principios de la década de 2020, Disney Channel Portugal comenzó a seguir un calendario de lanzamiento mucho más cercano al de Disney Channel España , con ambos canales compartiendo a menudo fechas de estreno para nuevos episodios de programas producidos por Disney, y con Portugal transmitiendo producciones de Disney de España, como Flipante Noa , Clube Houdini y Alya y los Mirror . Sin embargo, ambos canales todavía tenían diferentes horarios. También fue en esta época que Disney Channel Portugal comenzó a emitir películas nuevamente, después de estar ausente del canal desde el otoño de 2018, excluyendo las películas originales de Disney Channel. Si bien una selección limitada de películas animadas de Walt Disney Animation Studios y Pixar se emitieron en el canal, la mayoría de las transmisiones de películas en esta época consistieron en películas de DreamWorks Animation e Illumination , probablemente como resultado de que estas también se transmitieron en Star Channel Portugal (anteriormente Fox Portugal), que Disney posee desde 2019 y, por lo tanto, ha compartido los derechos de transmisión en ambos canales.
A raíz del cierre de la versión española del canal, Disney anunció que no cerrará la versión portuguesa debido a que en el mercado portugués la televisión paga cuenta con más consumo que en el español, siguiendo el ejemplo de la señal latinoamericana que seguirá operando a pesar del cierre de la señal brasileña. 

## Audiencias
A partir de octubre de 2012, Disney Channel Portugal ha disputado el liderazgo de los ratings de televisión por suscripción, en términos de promedio diario, con Canal Hollywood, terminando segundo durante todas las semanas excepto una. Sin embargo, fue el canal con más programas en el top 15 a lo largo del mes, con un rango de entre cinco y nueve programas por semana.    
En 2017 Disney Channel fue el canal infantil más visto y el cuarto canal más visto en Portugal. 
Hasta 2022, el canal alcanzaba habitualmente, semanalmente, el top 15 de los canales más vistos de Portugal, y casi siempre mantenía su lugar como el canal infantil más visto del país. El canal cerró 2021 siendo el 15º canal más visto en Portugal, pero empezó a decaer en rating en los meses siguientes y desde entonces ha sido superado habitualmente por Cartoon Network e incluso Disney Junior.